# هندسة رياضية

حساب أبو الريحان البيروني لمحيط الأرض

علم الهندسة أو الهندسة أو الهندسة الرياضية[بحاجة لمصدر] (باليونانية: γεωμετρία) هي فرع من فروع الرياضيات المعنية بدراسة الأشكال، وقياس الحجوم والمساحات، ودراسة الهندسة الفراغية. ويسمى من يدرس في مجال هذا العلم مهندساً رياضياً. ولقد نشأ هذا العلم في الحضارات القديمة باعتباره مجموعة من العلوم العملية حول الأطوال، والمساحات، والحجوم، على يد مجموعة من العلماء الغربيين القدامى مثل طاليس (القرن السادس قبل الميلاد). وبحلول القرن الثالث قبل الميلاد وضع إقليدس المسلمات الأساسية في علم الهندسة الرياضية، حيث أصبحت الهندسة الإقليدية معياراً لقرون طويلة. وبعدها طور أرخميدس تقنيات بارعة في حساب المساحات والحجوم، بطرق كثيرة مثل التكامل. وأصبح علم الفلك، وخاصة تحديد مواقع النجوم والكواكب في السماء ووصف العلاقات بين حركة الكواكب، أحد أهم مجالات التساؤلات الهندسية خلال الألفية ونصف الألفية التاليين.
أدى ظهور الإحداثيات بواسطة رينيه ديكارت الذي تزامن مع التطويرات على علم الجبر إلى بدء مرحلة جديدة في علم الهندسة الرياضية، حيث أن الأشكال الهندسية، مثل المنحنيات، أصبح يمكن وصفها من خلال الهندسة التحليلية، من خلال الاقترانات والمعادلات. وقد لعب هذا دوراً رئيسياً في نشوء علم التفاضل والتكامل في القرن السابع عشر. علاوةً على ذلك، أظهرت نظرية المنظور أن علم الهندسة الرياضية لا يقتصر على العلاقات الخطية (كالطول والعرض) بل هي أعقد: حيث أن المنظور هو أصل الهندسة الوصفية. وقد أثري علم الهندسة الرياضية من خلال دراسة الهياكل التي لا تتجزأ من الأشكال الهندسية (الأشكال الهندسية الأساسية مثل المثلث والمربع والدائرة...إلخ) من قبل أويلر وجاوس، والذي أدى إلى ظهور علم الطوبولوجيا والهندسة التفاضلية.
على وقت إقليدس، لم يكن هناك تمييز واضح بين الحيز المادي والفضاء الهندسي. حتى تم اكتشاف الهندسة اللاإقليدية في القرن التاسع عشر، حيث خضع مفهوم الفضاء إلى تحول جذري، والسؤال الذي يطرح نفسه: أي هندسات الفضاء هي الأفضل في التوافق مع الحيز المادي؟ ومع تطور الرياضيات وبروز أهميتها في القرن العشرين، فقد الفضاء («نقطة»، «خط»، «مستوى») نفسه محتوياته البديهية، إذاً يجب علينا الآن التفريق بين الحيز المادي، وهندسة الفضاء، والفضاء التجريدي. وتَعتَبر الهندسة المعاصرة هذه التشعبات، على أنها أقرب ما تكون إلى نظريات رياضية فقط، على عكس الهندسة الإقليدية المعروفة، وهي لا تظهر إلا في المستويات الصغيرة. ولدى الهندسة الحديثة روابط قوية مع الفيزياء، ممثلة بالعلاقات بين هندسة ريمان والنسبية العامة. وتأخذ نظرية الأوتار، وهي أحد أحدث النظريات في الفيزياء، أيضاً هندسة مختلفة عن الهندسة المعروفة.
في حين أن الطبيعة البصرية للهندسة تجعلها أكثر سهولة للفهم من الأنواع الأخرى من الرياضيات، مثل الجبر أو نظرية الأعداد، إلا أنها في بعض الأحيان تستخدم في حالات بعيدة جداً عن الحالات التقليدية، فعلى سبيل المثال تظهر الهندسة الإقليدية في الهندسة الكسرية، والهندسة الجبرية.

## تاريخ

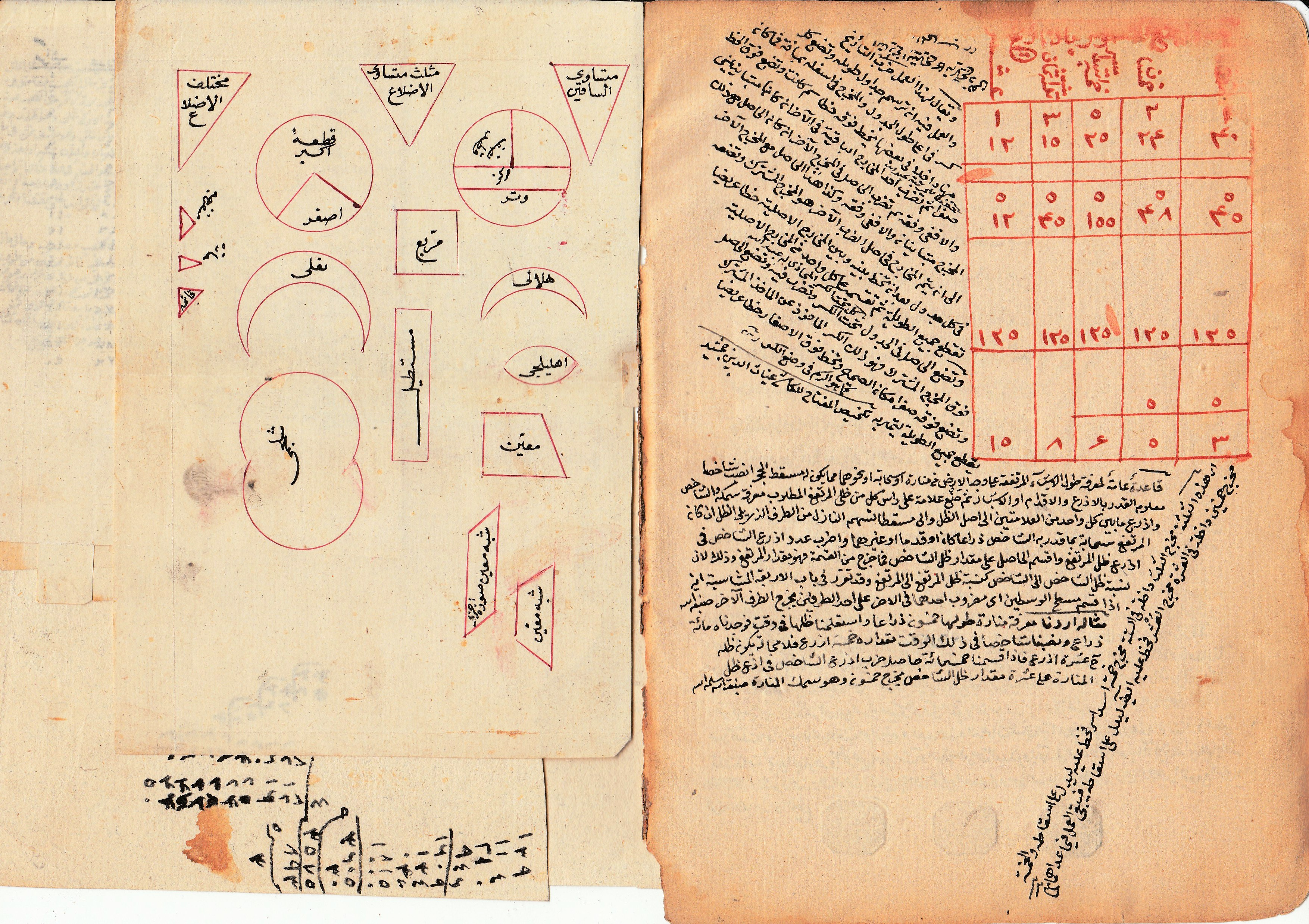
صفحة من كتاب (خلاصة الحساب) من تأليف بهاء الدين العاملي المتوفي عام 1035هـ، وكتبت في عام 1165 هجرية/1751م

### التاريخ القديم
أقدم بدايات مدونة للهندسة الرياضية نُسبت إلى كلٍ من حضارة مصر القديمة والحضارات القديمة في بلاد الرافدين 200 سنة قبل الميلاد. وكانت هذه المدونات الهندسية عبارة عن مبادئ أساسية تتمثل في حساب الأطوال والزوايا والمساحات والأحجام والتي كانت ضرورية للتطبيق العملي في البناء وعلم الفلك. وأقدم المدونات الهندسية الرياضية هي بردية ريند الرياضية المصرية والمقدر عمرها (2000-1800 قبل الميلاد) وبردية موسكو الرياضية (1890 قبل الميلاد).
في القرن السابع قبل الميلاد عالم الرياضيات طاليس استخدم الهندسة الرياضية لحل مسائل هندسية متعددة ومنها معرفة ارتفاع الأهرامات والمسافات من السفن إلى الشواطئ. وينسب إلى طاليس أنه أول من استخدم التفكير البرهاني في الهندسة الرياضية حيث انه وضع نظرية طاليس عبر التحليل البرهاني. وفيثاغورث وضع نظرية فيثاغورث والتي تطبق على المثلث القائم. حول 300 سنة قبل الميلاد قد أحدث أقليدس ثورة في الهندسة الرياضية، حيث ان أصول أقليدس تعتبر من أهم الكتب الذي ساهم في تطوير الهندسة الرياضية ومحتويات هذا الكتاب تدرس في المدراس حتى إلى وقتنا الحالي.

### العصور الوسطى
لقد ساهمت علوم الرياضيات عند المسلمين في تطوير الهندسة الرياضية خاصة مجال الهندسة الجبرية. المهاني الذي حل بعض مسائل أرخميدس المتعلقة بتقسيم الدائرة. عمر الخيام توصل إلى حلول هندسية إلى الدالات تكعيبية وينسب إليه أيضا رباعي أضلاع ساتشيري والمسمى أيضا رباعي أضلاع خيام-ساتشيري. وينسب إلى إبن الهيثم رباعي أضلاع هيثم-لامبرت.
وهذه الأعمال المختصة برباعي الأضلاع ساهمت في التمهيد إلى الهندسة الزائدية.كانت هذه الدراسات عوامل مؤثرة في تطوير الهندسة اللاأقليدية فيما بعد عبر المهندسون الأوروبيون مثل ويتلو وجرسونيدس وجون واليس وجيوفاني جيرولامو ساتشيري. وكما ان أبو الريحان البيروني قام بوضع طريقة لقياس محيط ونصف قطر الأرض.

### الهندسة المعاصرة
في القرن السابع عشر، حدث تطوران هامان في الهندسة الرياضية، أولها كان اختراع الهندسة التحليلية بواسطة رينيه ديكارت (1596-1650) وبيير دي فيرما (1601-1665) مما كانت سبباً ضرورياً في تطوير التفاضل والتكامل وعلوم فيزيائية كمية دقيقة. والتطور الثاني هو الهندسة الإسقاطية بواسطة جيرار ديسارغو (1591-1661). الهندسة الإسقاطية هي هندسة رياضية بدون قياسات أو خطوط متوازية، هي فقط تهتم بدراسة بعلاقة النقاط الهندسية ببعضها البعض.
في القرن التاسع عشر، تطوران للهندسة الرياضية قاما بتغيير طريقة مجراها. الأول كان الهندسة اللاأقليدية بواسطة نيكولاي لوباتشيفسكي (1792-1856) وجانوس بولياي (1802-1860) وكارل غاوس (1777-1855). والتطور الثاني كان مبدأ التناظر بواسطة فيليكس كلاين والتي كانت ذات أهمية كبيرة في برنامج ارلنغن. خلال تلك الفترة برنارد ريمان قام بتأسيس سطح ريمان وهنري بوانكاريه قام بتأسيس الطوبولوجيا الجبرية والنظرية الهندسية في النظام التحريكي. ونتيجةً لهذه التطورات الجذرية في الهندسة الرياضية، أصبح مفهوم الفضاء «الفراغ» متنوعاً وغنياً.

## الهندسة الأقليدية

### هندسةالمستوى

مبرهنة فيثاغورث تطبق ضمن الفضاء الأقليدي

وهذا القسم يهتم بالأشكال ثنائية الأبعاد والتي يمكن رسمها في مستوى ويمكن تخيل المستوى كورقة فارغة لامنتهية. وفي الفضاء الأقليدي يوجد عدة مبادئ في الهندسة الرياضية في المستوى منها التطابق والتشابه والانزلاق والانعكاس والدوران للأشكال الهندسية. ويوجد العديد من النظريات التي تطبق في المستوى ومنها نظرية فيثاغورس.
أحد الأشكال البسيطة الأساسية
1. نقطة: لا أبعاد لها، فقط يمكن وصفها بالإحداثيات.
2. خط: شكل أُحادي البعد.
3. مستوى: ثنائي البعد.
4. المضلع: وهو شكل ثنائي البعد، يتكون من خطوط مستقيمة. (مثال: المثلث والمربع)
5. الدائرة: وتعرف بأنها المحل الهندسي للنقاط المتصلة ببعضها البعض والواقعة في المستوى من على بعد ثابت من نقطة ثابتة ما، والتي تسمى مركز الدائرة. المسافة الفاصلة بين مركز الدائرة وأي نقطة منها تسمى نصف قطر.

زاويتان متكاملتان

6. الزوايا: وهي شكل هندسي ناتج عن التقاء شعاعين بنقطة بدايتها تسمى رأس الزاوية وقد نقسمها مبدأيا إلى:
- - زاوية حادة
  - زاوية قائمة
  - زاوية منفرجة

### هندسة فراغية

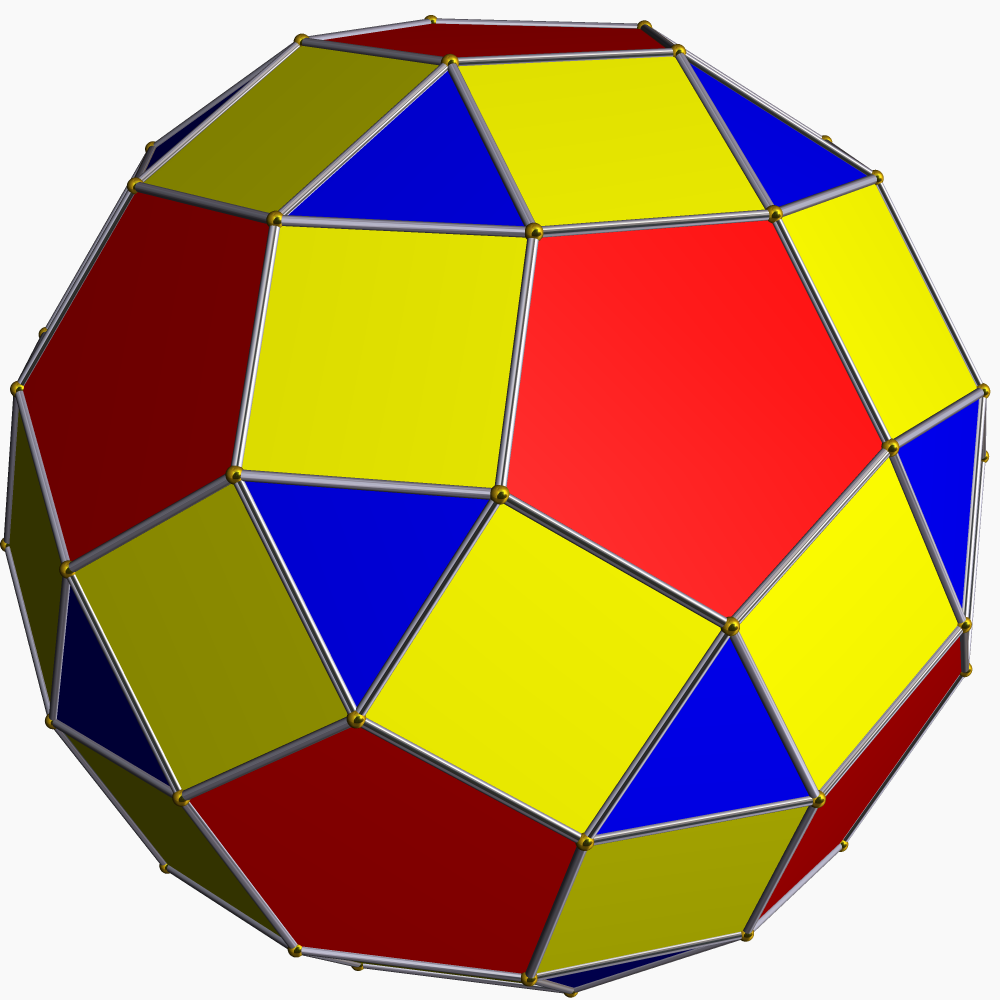
صُلب أرخميدي، ويعتبر أحد الأشكال كثيرة الوجوه

كما تعرف بهندسة الفضاء في بعض المدارس العربية، لا علاقة لها بالهندسة الفضائية. وهذا القسم يختص بتطبيق الهندسة الأقليدية على الأشكال ثلاثية الأبعاد. وأبسط الأشكال ثلاثية الأبعاد هم المكعب ومتوازي الأضلاع. ومن خصائص هذه الأشكال الثلاثية هي الطول والعرض والارتفاع. ويوجد خاصتان إضافيتان مهمتان ومخصصة فقط للأشكال ثلاثية الأبعاد وهما، الحجم ومساحة السطح.
وهناك نوعان رئيسيان من الأشكال ثلاثية الأبعاد:

#### كثيرات الوجوه
وهو شكل ثلاثي الأبعاد عديد الأسطح وأسطحه مستوية ومستقيم الزوايا (الحواف) أي انه لا يوجد فيه انحناء. والأشكال عديدة الوجوه عديدة جداً فتم تقسيمها إلى ثلاثة مجموعات; صلب أفلاطوني وكراس والهرم. الأمثلة التالية هي فقط أحد أنواع كثيرات الوجوه.
- صلب أفلاطوني وهو كثير وجوه محدب، وأسطحه متطابقة ومنتظمة الأضلاع وعند كل نقطة هندسية منه يلتقي نفس العدد من الأوجه. وهناك خمس أنواع منه، رباعي السطوح والمكعب وثماني السطوح ومتعدد سطوح اثنا عشري وعشروني الوجوه.

| رباعي السطوح (أربعة أوجه) | مكعب (ستة أوجه) | ثماني السطوح (ثمانية أوجه) | متعدد سطوح اثنا عشري (إثناعشر وجهً) | عشروني الوجوه (عشرون وجه) |
| (صورة متحركة)             | (صورة متحركة)   | (صورة متحركة)              | (صورة متحركة)                      | (صورة متحركة)             |

- كراس وهو أي كثير وجوه في الفراغ فيه وجهان مضلعان متطابقان في مستويين متوازيين بشرط أن تكون جميع الأوجه الأخرى متوازية الأضلاع. تصنف المناشير بحسب شكل القاعدة، فمثلا منشور مثلث أو رباعي أو خماسي وهكذا.
- الهرم هو شكل هندسي كثير السطوح واحد أوجهه مضلع يسمى قاعدة الهرم، والهرم ناتج عن ربط زوايا قاعدة رباعية الأضلاع أو ثلاثية الأضلاع بنقطة واحدة تسمى القمة. ويوجد منه أنواع، هرم ثلاثي وهرم رباعي وهرم خماسي.

#### لاكثيرات الوجوه
وهي أشكال ثلاثية الأبعاد تحتوي على أسطح منحنية أو قد يكون كمزيج بين أسطح مستوية ومنحنية. ومنها الكرة والإسطوانة والمخروط والطارة.

## الهندسة التفاضلية
الهندسة التفاضلية وهو العلم الذي يستخدم التفاضل والتكامل والجبر لدراسة المسائل الهندسية. أصبح لها أهمية كبرى في مجال الفيزياء الرياضية وذلك نتيجةً إلى نظرية اينشتاين النسبية والتي تقترح ان الفضاء الكوني بشكل عام منحني. والهندسة التفاضلية الحديثة تتعامل مع فراغات تعتبر متعددة تشعب سلسة ويحكم أساساتها الهندسية الرياضية مقياس ريماني (نسبتا إلى برنارد ريمان).

## الطوبولوجيا
الطبولوجيا تختص بدراسة المجموعات المتغيرة التي لا تتغير طبيعة محتوياتها. وقد شهدت الطبولوجيا تحديثات وتغيرات هائلة ضمن القرن العشرون. ومن أهم أفرعها الطوبولوجيا التفاضلية والطوبولوجيا الهندسية الرياضية.

## الهندسة الجبرية
الهندسة الجبرية القديمة تهتم بدراسة مجموعات صفرية متعددة الحدود. لكن الهندسة الجبرية الحديثة تعتمد على الطريق التجريدية من الجبر التجريدي. خلال الخمسينيات إلى السبعينيات تم تطوير هذه الهندسة بشكل كبير بواسطة ألكسندر غروتينديك وجان-بيير سير، مما أدلا إلى إدخال مخططات وطرق طوبولوجي. حدسية هودج تعتبر واحده من مسائل القرن الواحد والعشرين الأكثر صعوبة حيث أنها تتطلب الحدسية لفهمها، وهي تقع ضمن مجال الهندسة الجبرية.